# Menathais
Menathais is een geslacht van weekdieren uit de klasse van de Gastropoda (slakken).

## Soorten
- Menathais bimaculata (Jonas, 1845)
- Menathais intermedia (Kiener, 1836)
- Menathais tuberosa (Röding, 1798)